# Erdély folyóinak listája
Ez a lista Erdély folyóit sorolja fel.
| Kép | Név          | Teljes hossz (km) | Forrás                       | Forrás tszf. magasság (m) | Torkolat               | Vízgyűjtő terület km² | Főbb mellékfolyók Erdélyben                        | Városok Erdélyben amelyen áthalad |
| --- | ------------ | ----------------- | ---------------------------- | ------------------------- | ---------------------- | --------------------- | -------------------------------------------------- | --- |
|     | Abrud        |                   |                              |                           | Aranyos                |                       |                                                    | Abrudbánya |
|     | Aranyos      | 130               | Bihar-hegység                | 1760                      | Maros                  |                       | Jára, Hesdát, Túri-patak, Abrud                    | Torda, Aranyosgyéres |
|     | Barca        | 68[forrás?]       |                              | 850[forrás?]              | Olt                    |                       |                                                    | Vidombák, Feketehalom |
|     | Béga         | 254               | Ruszka-havas                 |                           | Tisza                  | 2878                  | Beregszó                                           | Facsád, Temesvár |
|     | Berettyó     | 198               | Somlyói-medence, Ponor, Tusa | 977                       | Szeghalom, Sebes-Körös | 6095                  | Bisztra, Almás, Ér                                 | Margitta |
|     | Berzava      | 166[forrás?]      | Szemenik-hegység             |                           | Temes                  | 1190[forrás?]         | Moravica                                           | Resicabánya |
|     | Beszterce    | 190               |                              | 5505[forrás?]             | Nagy-Szamos            |                       | Tiha, Budak, Sajó, Dipse                           | Beszterce |
|     | Bodza        | 302[forrás?]      | Csukás-hegység[forrás?]      |                           | Szeret[forrás?]        |                       |                                                    | Bodzaforduló |
|     | Cserna       | 73                | Ruszka-havas                 | 1200                      | Maros                  | 740                   |                                                    | Vajdahunyad |
|     | Ér           | 118[forrás?]      |                              |                           | Berettyó               |                       | Berettyó                                           | Székelyhíd |
|     | Fehér-Körös  | 248               | Erdélyi-érchegység           | 980                       | Kettős-Körös           | 4275                  | Csigér                                             | Borosjenő, Kisjenő |
|     | Fekete-Körös | 168               | Bihar-hegység                | 1460                      | Kettős-Körös           | 4645                  | Kölesér, Tőz                                       | Vaskohsziklás, Belényes |
|     | Feketeügy    | 80                | Nemere-hegység[forrás?]      | 1280                      | Olt                    | 2243                  | Kászon, Torja, Kovászna, Tatrang                   | |
|     | Iza          | 80                | Radnai-havasok               | 1380[forrás?]             | Tisza                  | 1303[forrás?]         |                                                    | Máramarossziget |
|     | Jára         | 50                | Gyalui-havasok               |                           | Aranyos                |                       |                                                    | |
|     | Karas        | 110               | Szörényi-érchegység          |                           | Duna                   | 1400[forrás?]         |                                                    | |
|     | Kis-Küküllő  | 144               | Görgényi-havasok             |                           | Küküllő                | 2300                  | Korond, Küsmöd                                     | Szováta, Erdőszentgyörgy, Dicsőszentmárton |
|     | Kis-Szamos   | 111               | Gyalui-havasok               | 396                       | Szamos, Dés            | 3804                  | Nádas, Gorbó                                       | Kolozsvár, Szamosújvár, Dés |
|     | Kraszna      | 200               | Meszes-hegység               | 565[forrás?]              | Tisza                  | 3142[forrás?]         | Zilah-patak                                        | Szilágysomlyó |
|     | Küküllő      | 28[forrás?]       | Kis-Küküllő és Nagy-Küküllő  |                           | Maros                  | 6200[forrás?]         |                                                    | Balázsfalva |
|     | Lápos        | 115               | Lápos-hegység                |                           | Szamos                 | 1875[forrás?]         | Kapnik, Fernezely, Zazar                           | Magyarlápos |
|     | Maros        | 749               | Marosfő                      | 850                       | Tisza, Szeged          | 29767                 | Aranyos, Nyárád, Kis-Küküllő, Nagy-Küküllő, Cserna | Maroshévíz, Szászrégen, Marosvásárhely, Nyárádtő, Radnót, Marosludas, Marosújvár, Nagyenyed, Tövis, Gyulafehérvár, Déva, Lippa, Arad, Pécska. |
|     | Nagy-Küküllő | 190               | Görgényi-havasok             | 1455                      | Küküllő                | 5800                  | Erkel, Viza, Fejérnyikó, Gagy                      | Segesvár, Erzsébetváros, Medgyes |
|     | Nagy-Szamos  | 120               | Radnai-havasok               | 1931                      | Szamos, Dés            | 3804                  | Ilva, Sajó, Beszterce                              | Oláhszentgyörgy, Naszód, Bethlen, Dés |
|     | Nyárád       | 75                | Hargita                      | 602[forrás?]              | Maros                  | 651[forrás?]          |                                                    | Nyárádszereda, Nyárádtő |
|     | Olt          | 530               |                              | 1280                      |                        | 24050                 | Homoród, Szeben, Feketeügy, Barca                  | Balánbánya, Csíkszereda, Tusnádfürdő, Sepsiszentgyörgy, Fogaras, Felek                                                                        |
|     | Ompoly       | 65                | Erdélyi-érchegység           | 905[forrás?]              | Maros                  | 450[forrás?]          |                                                    | Zalatna, Gyulafehérvár |
|     | Sebes-Körös  | 207               | Körösfő                      | 710                       | Hármas-Körös           | 5034                  | Berettyó, Dregán, Jád                              | Bánffyhunyad, Élesd, Nagyvárad |
|     | Szamos       | 411               | Kis-Szamos és Nagy-Szamos    | 230                       | Tisza, Vásárosnamény   | 15217                 | Almás, Lápos                                       | Dés, Szatmárnémeti |
|     | Szeben       | 85                | Szebeni-havasok              |                           | Olt                    |                       | Cód, Hortobágy                                     | Nagyszeben |
|     | Tatrang      | 50                | Bodzai-hegység               |                           | Feketeügy              |                       | Zajzon                                             | Négyfalu |
|     | Temes        | 341               | Szemenik-hegység             |                           | Duna                   | 3280                  | Temesina, Poganis, Berzava, Bisztra                | Karánsebes, Lugos |
|     | Tisza        | 1411              |                              |                           | Duna                   |                       | Visó, Iza, Szamos, Kraszna, Maros, Béga,           | Máramarossziget |
|     | Tömös        | 50                |                              | 1100[forrás?]             | Olt                    |                       |                                                    | |
|     | Visó         | 80                |                              | 1409[forrás?]             | Tisza                  | 1606[forrás?]         |                                                    | Borsa, Felsővisó |
|     | Zsil         | 331[forrás?]      | Vulkán-hegység               |                           | Duna                   | 10100[forrás?]        |                                                    | Vulkán, Petrozsény |